# Evangélikus templom (Ambrózfalva)
Az ambrózfalvi evangélikus templom 1863-ban épült romantikus stílusban, a Luther Márton u. 3. szám alatt található.
A templom a község főterén áll. A főhomlokzatot vakolatból mintázott félkörív díszíti, amely keresztezi a bejárati ajtót és a karzatot. Az épület négy sarkát hangsúlyos oszlopok ékesítik. A templomtorony sisakja nyolcszögű gúla alakú. A romantika stílusjegyeit magán viselő épület oldalhomlokzatát négy, íves záródású, sűrűn osztott üvegezésű ablaka van; alsó élüknél párkány fut körbe és koronázópárkány díszíti.
A fehérre meszelt templombelső boltozott, erősen kiugró féloszlopok és hangsúlyos koronázópárkány tagolja. Az aranyozott és festett oltárt, ami magában foglalja a szószéket is fából faragták; az egyenes záródású hátsó fal előtt helyezték el. A karzat vele szemben található; két szép fejezetű oszlopon nyugszik, és a karzat mellvédje is falazva van. Az oldalfalakat a boltozat indítása alatt a kötővasak is összekötik.
A templom külső homlokzatát utoljára 1993-ban újították fel.

## Külső hivatkozások
- A templom a Nagyvőfély.hu oldalon
- A templom a Templomaink.hu honlapon